# Sweet Gwendoline
Sweet Gwendoline (la dulce Gwendoline) es la protagonista de las historietas eróticas del artista especializado en bondage John Willie (1902-1962). Estas obras se publicaron con el título de The Adventures of Sweet Gwendoline (Las Aventuras de Gwendoline), y posiblemente constituyan el más famoso icono del bondage después de la pin-up Bettie Page. Las historietas aparecieron por vez primera en la revista Bizarre en 1946, siendo publicadas por entregas, normalmente de doble página, en diferentes revistas a lo largo de los años 50. Tras la muerte de Willie, el personaje sería retomado por otro ilustrador erótico, Eric Stanton.

## El personaje en el cómic
En las ilustraciones y álbumes de cómics de John Willie, Gwendoline aparece como una ingenua damisela en peligro, rubia y con amplias curvas, que se encuentra desafortunadamente atada escena tras escena. Es rescatada y también repetidamente atada (por razones benevolentes) por la morena agente secreta U-69. El villano de esta serie de cómics es un sujeto con mostacho llamado Sir Dystic D'Arcy, y curiosamente está basado en el propio autor, John Willie. Se han establecido comparaciones con el serial cinematográfico Los peligros de Paulina (The Perils of Pauline), sin embargo, Willie indicó que no había visto ni oído hablar de este hasta mucho después en su carrera.

## Influencias en la subcultura BDSM
El fotógrafo alemán Herbert W. Hesselmann, afincado en Münich y autor de trabajos para entre otros medios la revista Playboy, se inspiró en las historias de John Willie para una de sus series más célebres de fotografía erótica. Las modelos aparecieron ataviadas de una manera similar a como lo hacían los personajes de The Adventures of Gwendoline, Gwendoline y la agente U-69, y Hesselmann plasmó en las imágenes escenas de dominación entre mujeres, con presencia de elementos como prendas de cuero, mordazas y látigos. Esta serie de fotografías apareció en el libro de 1983 Princess in Blond Und Tango (Princesa rubia y tango), y pasaron a convertirse en imágenes clásicas del fetichismo.
También en Alemania, la banda de punk Die Ärzte grabó el tema Sweet, Sweet Gwendoline, lo que introdujo a Gwendoline en una gran parte del público que no había tenido contacto de otra manera con la subcultura BDSM La banda alemana de rock gótico Umbra Et Imago, famosa entre la escena del fetichismo gótico, también grabó una canción titulada Sweet Gwendoline.
En 1984, el escultor y cineasta francés Just Jaeckin (Emmanuelle, Historia de O) adaptó de manera algo indirecta las historias de Gwendoline en un filme de largo título en su estreno estadounidense: The Perils of Gwendoline in the Land of the Yik-Yak. En Europa, la película sería conocida simplemente como Gwendoline. El personaje de Gwendoline fue encarnado por la actriz Tawny Kitaen.
En España, las historietas de Gwendoline incluidas en los números 17 y 18 de la revista Star (1976) se cuentan entre las primeras cosas de temática SM que se pudieron publicar tras la muerte de Franco. Dos años después, en 1978, Gwendoline era la principal protagonista de una antología de la historieta sadomasoquista debida a la iniciativa de Luís Vigil y en 1980 se publicaba en España el álbum Las aventuras de Gwendoline. De esta forma, la popular heroína de John Willie tuvo una contribución destacada a la recuperación de la visibilidad de la subcultura BDSM en la España de la transición.